# فهرست فیلم‌های اصلی نتفلیکس (از سال ۲۰۲۲)
نتفلیکس یک ارائه‌دهنده رسانه‌های جریان اینترنتی بر اساس تقاضای جهانی آمریکایی است که تعدادی برنامه اصلی از جمله سریال‌های اصلی، سریال‌های ویژه، مینی سریال‌ها، مستندها و فیلم‌ها را توزیع کرده‌است. فیلم‌های اصلی نتفلیکس همچنین شامل محتوایی می‌شوند که برای اولین بار در کشورهای دیگر به نمایش درآمدند یا در مناطق دیگر پخش شدند و سپس به عنوان محتوای اصلی نتفلیکس معرفی می‌شوند.

## فیلم‌های بلند
| عنوان                                  | ژانر                       | نخستین نمایش    | زمان اجرا           | زبان       |
| -------------------------------------- | -------------------------- | --------------- | ------------------- | ---------- |
| Four to Dinner                         | کمدی رمانتیک               | ۵ ژانویه ۲۰۲۲   | 1 ساعت ۳۰ دقیقه     | ایتالیایی  |
| The Wasteland                          | فیلم ترسناک                | ۶ ژانویه ۲۰۲۲   | 1 ساعت ۳۲ دقیقه     | اسپانیایی  |
| How I Fell in Love wit ساعت a Gangster | فیلم درام                  | ۱۲ ژانویه ۲۰۲۲  | 2 ساعت ۵۹ دقیقه     | لهستانی    |
| Brazen                                 | دلهره‌آور رمانتیک           | ۱۳ ژانویه ۲۰۲۲  | 1 ساعت ۳۶ دقیقه     | انگلیسی    |
| Photocopier                            | فیلم درام                  | ۱۳ ژانویه ۲۰۲۲  | 2 ساعت ۱۰ دقیقه     | اندونزیایی |
| This Is Not a Comedy                   | فیلم کمدی-فیلم درام        | ۱۴ ژانویه ۲۰۲۲  | 1 ساعت ۴۵ دقیقه     | اسپانیایی  |
| The Royal Treatment                    | فیلم عاشقانه               | ۲۰ ژانویه ۲۰۲۲  | 1 ساعت ۳۷ دقیقه     | انگلیسی    |
| Amandla                                | فیلم درام                  | ۲۱ ژانویه ۲۰۲۲  | 1 ساعت ۴۶ دقیقه     | انگلیسی    |
| مونیخ – لبه جنگ                        | درام تاریخی / دلهره‌آور     | ۲۱ ژانویه ۲۰۲۲  | 2 ساعت ۱۱ دقیقه     | انگلیسی    |
| ویولن پدرم                             | فیلم درام                  | ۲۱ ژانویه ۲۰۲۲  | 1 ساعت ۵۲ دقیقه     | ترکی       |
| تیم میزبان                             | فیلم ورزشی فیلم کمدی       | ۲۸ ژانویه ۲۰۲۲  | 1 ساعت ۳۷ دقیقه     | انگلیسی    |
| Looop Lapeta                           | دلهره‌آور رمانتیک           | ۴ فوریه ۲۰۲۲    | 2 ساعت ۱۱ دقیقه     | هندی       |
| Throug ساعت My Window                  | فیلم درام                  | ۴ فوریه ۲۰۲۲    | 1 ساعت ۵۳ دقیقه     | اسپانیایی  |
| The Privilege                          | فیلم ترسناک                | ۹ فوریه ۲۰۲۲    | 1 ساعت ۴۷ دقیقه     | آلمانی     |
| Into the Wind                          | فیلم عاشقانه               | ۱۰ فوریه ۲۰۲۲   | 1 ساعت ۴۸ دقیقه     | لهستانی    |
| بیگ‌باگ                                 | فیلم علمی تخیلی فیلم کمدی  | ۱۱ فوریه ۲۰۲۲   | 1 ساعت ۵۱ دقیقه     | فرانسوی    |
| Love and Leashes                       | کمدی رمانتیک               | ۱۱ فوریه ۲۰۲۲   | 1 ساعت ۵۸ دقیقه     | کره‌ای      |
| تاکتیک عشق                             | کمدی رمانتیک               | ۱۱ فوریه ۲۰۲۲   | 1 ساعت ۳۸ دقیقه     | ترکی       |
| Tall Girl 2                            | فیلم نوجوانان کمدی رمانتیک | ۱۱ فوریه ۲۰۲۲   | 1 ساعت ۴۱ دقیقه     | انگلیسی    |
| Fistful of Vengeance                   | هنرهای رزمی فیلم درام      | ۱۷ فوریه ۲۰۲۲   | 1 ساعت ۳۶ دقیقه     | انگلیسی    |
| Texas Chainsaw Massacre                | فیلم ترسناک                | ۱۸ فوریه ۲۰۲۲   | 1 ساعت ۲۳ دقیقه     | انگلیسی    |
| UFO                                    | فیلم درام                  | ۲۳ فوریه ۲۰۲۲   | 1 ساعت ۵۰ دقیقه     | ترکی       |
| A Madea Homecoming                     | فیلم کمدی                  | ۲۵ فوریه ۲۰۲۲   | 1 ساعت ۴۷ دقیقه     | انگلیسی    |
| Restless                               | فیلم اکشن                  | ۲۵ فوریه ۲۰۲۲   | 1 ساعت ۳۶ دقیقه     | فرانسوی    |
| دربرابر یخ                             | دلهره‌آور                   | ۲ مارس ۲۰۲۲     | 1 ساعت ۴۳ دقیقه     | انگلیسی    |
| The Weekend Away                       | دلهره‌آور                   | ۳ مارس ۲۰۲۲     | 1 ساعت ۳۱ دقیقه     | انگلیسی    |
| The Invisible Thread                   | کمدی-درام                  | ۴ مارس ۲۰۲۲     | 1 ساعت ۳۰ دقیقه     | ایتالیایی  |
| پروژه آدام                             | علمی-تخیلی                 | ۱۱ مارس ۲۰۲۲    | 1 ساعت ۴۶ دقیقه     | انگلیسی    |
| Rescued by Ruby                        | فیلم درام                  | ۱۷ مارس ۲۰۲۲    | 1 ساعت ۳۳ دقیقه     | انگلیسی    |
| Black Crab                             | دلهره‌آور                   | ۱۸ مارس ۲۰۲۲    | 1 ساعت ۵۴ دقیقه     | سوئدی      |
| Without Saying Goodbye                 | کمدی رمانتیک               | ۱۸ مارس ۲۰۲۲    | 1 ساعت ۳۶ دقیقه     | اسپانیایی  |
| Windfall                               | دلهره‌آور                   | ۱۸ مارس ۲۰۲۲    | 1 ساعت ۳۲ دقیقه     | انگلیسی    |
| In Good Hands                          | کمدی رمانتیک               | ۲۱ مارس ۲۰۲۲    | 1 ساعت ۴۴ دقیقه     | ترکی       |
| Love Like the Falling Petals           | فیلم درام                  | ۲۴ مارس ۲۰۲۲    | 2 ساعت ۹ دقیقه      | ژاپنی      |
| All Hail                               | فیلم درام                  | ۳۰ مارس ۲۰۲۲    | 1 ساعت ۵۸ دقیقه     | اسپانیایی  |
| آپولو ۱۰٫۵: کودکی در عصر فضا           | پویانمایی                  | ۱ آوریل ۲۰۲۲    | 1 ساعت ۳۸ دقیقه     | انگلیسی    |
| Battle: Freestyle                      | فیلم عاشقانه               | ۱ آوریل ۲۰۲۲    | 1 ساعت ۲۸ دقیقه     | نروژی      |
| حباب                                   | فیلم کمدی                  | ۱ آوریل ۲۰۲۲    | 2 ساعت ۶ دقیقه      | انگلیسی    |
| Cobalt Blue                            | فیلم عاشقانه               | ۲ آوریل ۲۰۲۲    | 1 ساعت ۵۲ دقیقه     | هندی       |
| Dancing on Glass                       | فیلم درام                  | ۸ آوریل ۲۰۲۲    | 2 ساعت ۱۹ دقیقه     | اسپانیایی  |
| Metal Lords                            | فیلم موزیکال کمدی-درام     | ۸ آوریل ۲۰۲۲    | 1 ساعت ۳۸ دقیقه     | انگلیسی    |
| Yaksha: Ruthless Operations            | فیلم جاسوسی                | ۸ آوریل ۲۰۲۲    | 2 ساعت ۵ دقیقه      | کره‌ای      |
| در انتظار نمایش                        |                            |                 |                     |            |
| The Taming of the Shrewd               | کمدی                       | آوریل ۱۳, ۲۰۲۲  | 1 ساعت ۵۲ دقیقه     | لهستانی    |
| Choose or Die                          | فیلم ترسناک                | آوریل ۱۵, ۲۰۲۲  | 1 ساعت ۲۴ دقیقه     | انگلیسی    |
| Man of God                             | فیلم درام                  | آوریل ۱۶, ۲۰۲۲  | 1 ساعت ۵۰ دقیقه     | انگلیسی    |
| The Turning Point                      | فیلم درام                  | آوریل ۲۰, ۲۰۲۲  | 1 ساعت ۳۰ دقیقه     | ایتالیایی  |
| ۳۶۵ روز: امروز                         | دلهره‌آور شهوانی            | ۲۷ آوریل ۲۰۲۲   | بعداً اعلام خواهد شد | لهستانی    |
| Silverton Siege                        | فیلم اکشن                  | آوریل ۲۷, ۲۰۲۲  | 1 ساعت ۴۰ دقیقه     | انگلیسی    |
| Bubble                                 | انیمه                      | آوریل ۲۸, ۲۰۲۲  | 1 ساعت ۴۰ دقیقه     | ژاپنی      |
| Honeymoon wit ساعت My Mother           | فیلم کمدی                  | آوریل ۲۹, ۲۰۲۲  | 1 ساعت ۴۹ دقیقه     | اسپانیایی  |
| Rumspringa                             | فیلم کمدی                  | آوریل ۲۹, ۲۰۲۲  | بعداً اعلام خواهد شد | آلمانی     |
| Along for the Ride                     | فیلم درام                  | مه ۶, ۲۰۲۲      | 1 ساعت ۴۶ دقیقه     | انگلیسی    |
| The Takedown                           | فیلم اکشن                  | مه ۶, ۲۰۲۲      | بعداً اعلام خواهد شد | فرانسوی    |
| Thar                                   | Western فیلم دلهره‌آور      | مه ۶, ۲۰۲۲      | 1 ساعت ۴۸ دقیقه     | هندی       |
| Senior Year                            | کمدی                       | مه ۱۳, ۲۰۲۲     | 1 ساعت ۵۱ دقیقه     | انگلیسی    |
| زرنگ‌بازی                               | فیلم ورزشی                 | ژوئیهe 10, ۲۰۲۲ | 1 ساعت ۲۵ دقیقه     | انگلیسی    |
| La Ira de Dios                         | دلهره‌آور                   | ژوئیهe 15, ۲۰۲۲ | بعداً اعلام خواهد شد | اسپانیایی  |
| The Sea Beast                          | پویانمایی فیلم ماجراجویی   | جولای ۸, ۲۰۲۲   | 1 ساعت ۵۵ دقیقه     | انگلیسی    |

## فیلم‌های مستند
| عنوان                                             | ژانر            | نخستین نمایش        | زمان اجرا | زبان |
| ------------------------------------------------- | --------------- | ------------------- | --------- | ---- |
| Three Songs for Benazir                           | ۲۴ ژانویه ۲۰۲۲  | 22 دقیقه            | پشتو      |      |
| مردرند تیندر                                      | ۲ فوریه ۲۰۲۲    | 1 ساعت ۵۴ دقیقه     | انگلیسی   |      |
| Downfall: The Case Against Boeing                 | ۱۸ فوریه ۲۰۲۲   | 1 ساعت ۲۹ دقیقه     | انگلیسی   |      |
| 11M: Terror in Madrid                             | ۲۳ فوریه ۲۰۲۲   | 1 ساعت ۳۲ دقیقه     | اسپانیایی |      |
| Surviving Paradise: A Family Tale                 | ۳ مارس ۲۰۲۲     | 1 ساعت ۱۹ دقیقه     | انگلیسی   |      |
| Broken Idol: The Undoing of Diomedes Díaz         | ۳۰ مارس ۲۰۲۲    | 1 ساعت ۴۲ دقیقه     | اسپانیایی |      |
| Trust No One: The Hunt for the Crypto King        | ۳۰ مارس ۲۰۲۲    | 1 ساعت ۳۰ دقیقه     | انگلیسی   |      |
| Return to Space                                   | ۷ آوریل ۲۰۲۲    | 2 ساعت ۸ دقیقه      | انگلیسی   |      |
| Awaiting release                                  |                 |                     |           |      |
| White Hot: The Rise & Fall of Abercrombie & Fitch | آوریل ۱۹, ۲۰۲۲  | 1 ساعت ۲۷ دقیقه     | انگلیسی   |      |
| The Mystery of Marilyn Monroe: The Unheard Tapes  | آوریل ۲۷, ۲۰۲۲  | 1 ساعت ۴۱ دقیقه     | انگلیسی   |      |
| Hold Your Breath: The Ice Dive                    | ۳ مه ۲۰۲۲       | بعداً اعلام خواهد شد | انگلیسی   |      |
| The Photographer: Murder in Pinamar               | ۱۹ مه ۲۰۲۲      | بعداً اعلام خواهد شد | اسپانیایی |      |
| Sing, Dance, Act: Kabuki featuring Toma Ikuta     | ژوئیهe 16, ۲۰۲۲ | بعداً اعلام خواهد شد | ژاپنی     |      |

## ویژه
| عنوان                                      | ژانر                      | نخستین نمایش   | زمان اجرا           | زبان    |
| ------------------------------------------ | ------------------------- | -------------- | ------------------- | ------- |
| خانه                                       | استاپ‌موشن / کمدی سیاه     | ۱۴ ژانویه ۲۰۲۲ | 1 ساعت ۳۷ دقیقه     | انگلیسی |
| Behind the Scenes wit ساعت جین کمپیون      | Making-of                 | ۲۷ ژانویه ۲۰۲۲ | 17 دقیقه            | انگلیسی |
| Erax                                       | فیلم فانتزی               | ۱۷ فوریه ۲۰۲۲  | 15 دقیقه            | انگلیسی |
| Forgive Us Our Trespasses                  | فیلم درام                 | ۱۷ فوریه ۲۰۲۲  | 14 دقیقه            | انگلیسی |
| Heart Shot                                 | دلهره‌آور                  | ۱۷ فوریه ۲۰۲۲  | 19 دقیقه            | انگلیسی |
| Cat Burglar                                | پویانمایی / داستان تعاملی | ۲۲ فوریه ۲۰۲۲  | 12 دقیقه            | انگلیسی |
| Adam by Eve: A Live in Animation           | پویانمایی / کنسرت فیلم    | ۱۵ مارس ۲۰۲۲   | 58 دقیقه            | ژاپنی   |
| Celeb Five: Behind the Curtain             | مستندنما                  | ۱ آوریل ۲۰۲۲   | 55 دقیقه            | کره‌ای   |
| Awaiting release                           |                           |                |                     |         |
| Opra ساعت + Viola: A Netflix Special Event | مصاحبه                    | آوریل ۲۲, ۲۰۲۲ | بعداً اعلام خواهد شد | انگلیسی |

## فیلم‌های بلند منطقه‌ای اصلی
این فیلم‌ها در حال حاضر در سطح جهانی در دسترس نیستند. آنها در زمانی هنوز نامشخص در مناطق باقی مانده نتفلیکس منتشر خواهند شد.
| عنوان             | ژانر      | نخستین نمایش   | زمان اجرا       | زبان |
| ----------------- | --------- | -------------- | --------------- | ---- |
| Perfect Strangers | فیلم کمدی | ۲۰ ژانویه ۲۰۲۲ | 1 ساعت ۳۹ دقیقه | عربی |

## آینده

### فیلم‌های بلند
| عنوان                                                 | ژانر                                                                 | نخستین نمایش                   | زمان اجرا           | زبان                |
| ----------------------------------------------------- | -------------------------------------------------------------------- | ------------------------------ | ------------------- | ------------------- |
| مرد خاکستری                                           | فیلم جاسوسی فیلم دلهره‌آور                                            | Mid-2022                       | بعداً اعلام خواهد شد | انگلیسی             |
| Hello, Goodbye, and Everything In Between             | کمدی رمانتیک                                                         | Mid-2022                       | بعداً اعلام خواهد شد | انگلیسی             |
| Wendell and Wild                                      | استاپ‌موشن / فیلم فانتزی / کمدی ترسناک                                | October 2022                   | بعداً اعلام خواهد شد | انگلیسی             |
| پینوکیو                                               | استاپ‌موشن / فیلم فانتزی / فیلم درام / فیلم موزیکال                   | الگو:Dts/formhideDecember 2022 | بعداً اعلام خواهد شد | انگلیسی             |
| چاقوکشی ۲                                             | فیلم معمایی                                                          | الگو:Dts/formhideLate 2022     | بعداً اعلام خواهد شد | انگلیسی             |
| مادر                                                  | فیلم اکشن                                                            | الگو:Dts/formhideLate 2022     | بعداً اعلام خواهد شد | انگلیسی             |
| The Out-Laws                                          | فیلم اکشن                                                            | الگو:Dts/formhideLate 2022     | بعداً اعلام خواهد شد | انگلیسی             |
| Untitled غواصی آزاد thriller                          | دلهره‌آور                                                             | الگو:Dts/formhideLate 2022     | بعداً اعلام خواهد شد | فرانسوی             |
| Untitled Gabriela Tagliavini holiday rom-com          | کمدی رمانتیک                                                         | الگو:Dts/formhideLate 2022     | بعداً اعلام خواهد شد | انگلیسی             |
| 13: The Musical                                       | فیلم موزیکال                                                         | ۲۰۲۲                           | بعداً اعلام خواهد شد | انگلیسی             |
| 20t ساعت Century Girl                                 | فیلم عاشقانه                                                         | ۲۰۲۲                           | بعداً اعلام خواهد شد | کره‌ای               |
| A Jazzman's Blues                                     | فیلم درام                                                            | ۲۰۲۲                           | بعداً اعلام خواهد شد | انگلیسی             |
| All Quiet on the Western Front                        | فیلم جنگی                                                            | ۲۰۲۲                           | بعداً اعلام خواهد شد | آلمانی              |
| Athena                                                | فیلم درام                                                            | ۲۰۲۲                           | بعداً اعلام خواهد شد | فرانسوی             |
| Beauty                                                | فیلم درام                                                            | ۲۰۲۲                           | بعداً اعلام خواهد شد | انگلیسی             |
| Blasted                                               | علمی-تخیلی / فیلم کمدی                                               | ۲۰۲۲                           | بعداً اعلام خواهد شد | نروژی               |
| بلوند                                                 | فیلم زندگی‌نامه‌ای                                                     | ۲۰۲۲                           | بعداً اعلام خواهد شد | انگلیسی             |
| Carter                                                | فیلم اکشن                                                            | ۲۰۲۲                           | بعداً اعلام خواهد شد | کره‌ای               |
| Centauro                                              | فیلم اکشن                                                            | ۲۰۲۲                           | بعداً اعلام خواهد شد | اسپانیایی           |
| Day Shift                                             | فیلم فانتزی فیلم کمدی                                                | ۲۰۲۲                           | بعداً اعلام خواهد شد | انگلیسی             |
| Drifting Home                                         | انیمه/فیلم فانتزی                                                    | ۲۰۲۲                           | بعداً اعلام خواهد شد | ژاپنی               |
| End of the Road                                       | دلهره‌آور                                                             | ۲۰۲۲                           | بعداً اعلام خواهد شد | انگلیسی             |
| Falling for Christmas                                 | کمدی رمانتیک                                                         | ۲۰۲۲                           | بعداً اعلام خواهد شد | انگلیسی             |
| Jaadugar                                              | فیلم کمدی                                                            | ۲۰۲۲                           | بعداً اعلام خواهد شد | هندی                |
| ویرانی                                                | فیلم اکشن                                                            | ۲۰۲۲                           | بعداً اعلام خواهد شد | انگلیسی             |
| I Came By                                             | فیلم دلهره‌آور                                                        | ۲۰۲۲                           | بعداً اعلام خواهد شد | انگلیسی             |
| Interceptor                                           | فیلم درام                                                            | ۲۰۲۲                           | بعداً اعلام خواهد شد | انگلیسی             |
| Ivy & Bean                                            | فیلم کودکان                                                          | ۲۰۲۲                           | بعداً اعلام خواهد شد | انگلیسی             |
| ژوئیهG_E                                              | فیلم اکشن/فیلم ماجراجویی                                             | ۲۰۲۲                           | بعداً اعلام خواهد شد | کره‌ای               |
| عاشق لیدی چترلی                                       | فیلم درام                                                            | ۲۰۲۲                           | بعداً اعلام خواهد شد | انگلیسی             |
| Love in the Villa                                     | کمدی رمانتیک                                                         | ۲۰۲۲                           | بعداً اعلام خواهد شد | انگلیسی             |
| Loving Adults                                         | فیلم دلهره‌آور                                                        | ۲۰۲۲                           | بعداً اعلام خواهد شد | Danish              |
| Luckiest Girl Alive                                   | فیلم معمایی                                                          | ۲۰۲۲                           | بعداً اعلام خواهد شد | انگلیسی             |
| Me Time                                               | فیلم کمدی                                                            | ۲۰۲۲                           | بعداً اعلام خواهد شد | انگلیسی             |
| Monica, O My Darling                                  | نئو-نوآر کمدی دلهره‌آور                                               | ۲۰۲۲                           | بعداً اعلام خواهد شد | هندی                |
| Monkey Man                                            | فیلم دلهره‌آور                                                        | ۲۰۲۲                           | بعداً اعلام خواهد شد | انگلیسی             |
| Mr. Harrigan's Phone                                  | فیلم ترسناک                                                          | ۲۰۲۲                           | بعداً اعلام خواهد شد | انگلیسی             |
| My Father's Dragon                                    | پویانمایی فیلم ماجراجویی                                             | ۲۰۲۲                           | بعداً اعلام خواهد شد | انگلیسی             |
| ۳۶۵ روز: امروز                                        | فیلم عاشقانه                                                         | ۲۰۲۲                           | بعداً اعلام خواهد شد | لهستانی             |
| Persuasion                                            | فیلم درام                                                            | ۲۰۲۲                           | بعداً اعلام خواهد شد | انگلیسی             |
| Purple Hearts                                         | فیلم عاشقانه                                                         | ۲۰۲۲                           | بعداً اعلام خواهد شد | انگلیسی             |
| Rainbow                                               | تئاتر موزیکال                                                        | ۲۰۲۲                           | بعداً اعلام خواهد شد | اسپانیایی           |
| ظهور لاک‌پشت‌های نینجای جهش‌یافته نوجوان: فیلم           | پویانمایی فیلم اکشن-داستان ماجراجویی                                 | ۲۰۲۲                           | بعداً اعلام خواهد شد | انگلیسی             |
| Royalteen                                             | Coming-of-age                                                        | ۲۰۲۲                           | بعداً اعلام خواهد شد | نروژی               |
| Rustin                                                | فیلم زندگی‌نامه‌ای                                                     | ۲۰۲۲                           | بعداً اعلام خواهد شد | انگلیسی             |
| Seoul Vibe                                            | فیلم اکشن                                                            | ۲۰۲۲                           | بعداً اعلام خواهد شد | کره‌ای               |
| Shirley                                               | فیلم زندگی‌نامه‌ای                                                     | ۲۰۲۲                           | بعداً اعلام خواهد شد | انگلیسی             |
| Slumberland                                           | فانتزی/فیلم ماجراجویی                                                | ۲۰۲۲                           | بعداً اعلام خواهد شد | انگلیسی             |
| Spaceman                                              | علمی-تخیلی                                                           | ۲۰۲۲                           | بعداً اعلام خواهد شد | انگلیسی             |
| فرار از اسپایدرهد                                     | علمی-تخیلی فیلم اکشن                                                 | ۲۰۲۲                           | بعداً اعلام خواهد شد | انگلیسی             |
| The Big Four                                          | فیلم اکشن                                                            | ۲۰۲۲                           | بعداً اعلام خواهد شد | اندونزیایی          |
| پرستار خوب                                            | فیلم درام                                                            | ۲۰۲۲                           | بعداً اعلام خواهد شد | انگلیسی             |
| The Inheritance                                       | فیلم دلهره‌آور                                                        | ۲۰۲۲                           | بعداً اعلام خواهد شد | انگلیسی             |
| The Mothership                                        | فیلم علمی تخیلی فیلم ماجراجویی فیلم درام                             | ۲۰۲۲                           | بعداً اعلام خواهد شد | انگلیسی             |
| The Noel Diary                                        | فیلم درام                                                            | ۲۰۲۲                           | بعداً اعلام خواهد شد | انگلیسی             |
| چشم آبی روشن                                          | Gothic horror-فیلم دلهره‌آور                                          | ۲۰۲۲                           | بعداً اعلام خواهد شد | انگلیسی             |
| مدرسه خیر و شر                                        | فیلم فانتزی                                                          | ۲۰۲۲                           | بعداً اعلام خواهد شد | انگلیسی             |
| هفت گناه کبیره                                        | انیمه                                                                | ۲۰۲۲                           | بعداً اعلام خواهد شد | ژاپنی               |
| The Strays                                            | فیلم درام                                                            | ۲۰۲۲                           | بعداً اعلام خواهد شد | انگلیسی             |
| The Swimmers                                          | فیلم درام                                                            | ۲۰۲۲                           | بعداً اعلام خواهد شد | انگلیسی             |
| The Wonder                                            | دلهره‌آور روان‌شناختی درام تاریخی                                      | ۲۰۲۲                           | بعداً اعلام خواهد شد | انگلیسی             |
| They Cloned Tyrone                                    | علمی-تخیلی                                                           | ۲۰۲۲                           | بعداً اعلام خواهد شد | انگلیسی             |
| Togo                                                  | دلهره‌آور                                                             | ۲۰۲۲                           | بعداً اعلام خواهد شد | اسپانیایی           |
| Troll                                                 | فیلم هیولایی                                                         | ۲۰۲۲                           | بعداً اعلام خواهد شد | نروژی               |
| Untitled عباس-موستان film                             | فیلم دلهره‌آور                                                        | ۲۰۲۲                           | بعداً اعلام خواهد شد | هندی                |
| We Have a Ghost                                       | داستان ماجراجویی                                                     | ۲۰۲۲                           | بعداً اعلام خواهد شد | انگلیسی             |
| نویز سفید                                             | فیلم درام                                                            | ۲۰۲۲                           | بعداً اعلام خواهد شد | انگلیسی             |
| You People                                            | فیلم کمدی                                                            | ۲۰۲۲                           | بعداً اعلام خواهد شد | انگلیسی             |
| Untitled Brazilian Christmas comedy                   | فیلم کمدی                                                            | ۲۰۲۲                           | بعداً اعلام خواهد شد | پرتغالی             |
| فرار مرغی                                             | استاپ‌موشن فیلم کمدی                                                  | ۲۰۲۳                           | بعداً اعلام خواهد شد | انگلیسی             |
| Ehrengard                                             | فیلم فانتزی فیلم درام                                                | 2023                           | بعداً اعلام خواهد شد | Danish              |
| Le Roi des Ombres                                     | فیلم درام                                                            | ۲۰۲۳                           | بعدا اعلام خواهد شد | فرانسوی             |
| نیمونا                                                | پویانمایی علمی-تخیلی                                                 | ۲۰۲۳                           | بعداً اعلام خواهد شد | انگلیسی             |
| The Council                                           | فیلم جنایی فیلم زندگی‌نامه‌ای                                          | 2023                           | بعداً اعلام خواهد شد | انگلیسی             |
| The Kitchen                                           | فیلم علمی تخیلی / فیلم دلهره‌آور                                      | ۲۰۲۳                           | بعداً اعلام خواهد شد | انگلیسی             |
| The Monkey King                                       | پویانمایی داستان اکشن-فیلم کمدی                                      | ۲۰۲۳                           | بعداً اعلام خواهد شد | انگلیسی             |
| Untitled والاس و گرومیت film                          | استاپ‌موشن فیلم کمدی                                                  | 2024                           | بعداً اعلام خواهد شد | انگلیسی             |
| A Blueprint for Love                                  | فیلم عاشقانه                                                         | بعداً اعلام خواهد شد            | بعداً اعلام خواهد شد | ژاپنی               |
| A Lady's Guide to Selling Out                         | فیلم درام                                                            | بعداً اعلام خواهد شد            | بعداً اعلام خواهد شد | انگلیسی             |
| A Man of Action                                       | فیلم زندگی‌نامه‌ای                                                     | بعداً اعلام خواهد شد            | بعداً اعلام خواهد شد | اسپانیایی           |
| A Tourist's Guide to Love                             | فیلم ماجراجویی فیلم عاشقانه                                          | بعداً اعلام خواهد شد            | بعداً اعلام خواهد شد | انگلیسی             |
| Alice                                                 | فیلم موزیکال                                                         | بعداً اعلام خواهد شد            | بعداً اعلام خواهد شد | انگلیسی             |
| Auntie Claus                                          | Christmas film                                                       | بعداً اعلام خواهد شد            | بعداً اعلام خواهد شد | انگلیسی             |
| Aurora                                                | فیلم دلهره‌آور                                                        | بعداً اعلام خواهد شد            | بعداً اعلام خواهد شد | انگلیسی             |
| Backwards                                             | فیلم درام                                                            | بعداً اعلام خواهد شد            | بعداً اعلام خواهد شد | انگلیسی             |
| Best. Christmas. Ever.                                | کمدی رمانتیک                                                         | بعداً اعلام خواهد شد            | بعداً اعلام خواهد شد | انگلیسی             |
| Bionicos                                              | علمی-تخیلی                                                           | بعداً اعلام خواهد شد            | بعداً اعلام خواهد شد | پرتغالی             |
| Black Samurai                                         | درام تاریخی                                                          | بعداً اعلام خواهد شد            | بعداً اعلام خواهد شد | انگلیسی             |
| Blade of the 47 Ronin                                 | فیلم فانتزی فیلم اکشن                                                | بعداً اعلام خواهد شد            | بعداً اعلام خواهد شد | انگلیسی             |
| Blink Speed                                           | علمی-تخیلی                                                           | بعداً اعلام خواهد شد            | بعداً اعلام خواهد شد | انگلیسی             |
| Blood and Gold                                        | وسترن                                                                | بعداً اعلام خواهد شد            | بعداً اعلام خواهد شد | آلمانی              |
| Buba                                                  | فیلم کمدی                                                            | بعداً اعلام خواهد شد            | بعداً اعلام خواهد شد | آلمانی              |
| Carga Máxima (Overhaul)                               | فیلم درام                                                            | بعداً اعلام خواهد شد            | بعداً اعلام خواهد شد | پرتغالی             |
| کارمن سندیگو                                          | فیلم ماجراجویی                                                       | بعداً اعلام خواهد شد            | بعداً اعلام خواهد شد | انگلیسی             |
| Casamento a Distância                                 | فیلم کمدی                                                            | بعداً اعلام خواهد شد            | بعداً اعلام خواهد شد | پرتغالی             |
| Chakda 'Xpress                                        | زندگی‌نامه فیلم ورزشی                                                 | بعداً اعلام خواهد شد            | بعداً اعلام خواهد شد | بعداً اعلام خواهد شد |
| Chupa                                                 | فیلم فانتزی فیلم ماجراجویی                                           | بعداً اعلام خواهد شد            | بعداً اعلام خواهد شد | انگلیسی             |
| Code 8: Part II                                       | فیلم علمی تخیلی                                                      | بعداً اعلام خواهد شد            | بعداً اعلام خواهد شد | انگلیسی             |
| Damsel                                                | فیلم فانتزی                                                          | بعداً اعلام خواهد شد            | بعداً اعلام خواهد شد | انگلیسی             |
| Darlings                                              | کمدی-درام                                                            | بعداً اعلام خواهد شد            | بعداً اعلام خواهد شد | هندی                |
| Dangerous Liaisons                                    | فیلم عاشقانه                                                         | بعداً اعلام خواهد شد            | بعداً اعلام خواهد شد | فرانسوی             |
| Deat ساعت and the King's Horseman                     | فیلم درام                                                            | بعداً اعلام خواهد شد            | بعداً اعلام خواهد شد | انگلیسی             |
| Demon House                                           | فیلم دلهره‌آور                                                        | بعداً اعلام خواهد شد            | بعداً اعلام خواهد شد | انگلیسی             |
| Der Parfumeur                                         | فیلم جنایی                                                           | بعداً اعلام خواهد شد            | بعداً اعلام خواهد شد | آلمانی              |
| Dog Gone                                              | فیلم درام                                                            | بعداً اعلام خواهد شد            | بعداً اعلام خواهد شد | انگلیسی             |
| Empress                                               | علمی-تخیلی                                                           | بعداً اعلام خواهد شد            | بعداً اعلام خواهد شد | انگلیسی             |
| Eres tú                                               | کمدی رمانتیک                                                         | بعداً اعلام خواهد شد            | بعداً اعلام خواهد شد | اسپانیایی           |
| Escape from Hat                                       | پویانمایی فیلم فانتزی                                                | بعداً اعلام خواهد شد            | بعداً اعلام خواهد شد | انگلیسی             |
| Exit West                                             | فیلم درام                                                            | بعداً اعلام خواهد شد            | بعداً اعلام خواهد شد | انگلیسی             |
| استخراج ۲                                             | فیلم اکشن                                                            | بعداً اعلام خواهد شد            | بعداً اعلام خواهد شد | انگلیسی             |
| Fanfik                                                | فیلم کمدی                                                            | بعداً اعلام خواهد شد            | بعداً اعلام خواهد شد | لهستانی             |
| Faraway                                               | فیلم درام                                                            | بعداً اعلام خواهد شد            | بعداً اعلام خواهد شد | آلمانی              |
| Fast & Loose                                          | فیلم اکشن                                                            | بعداً اعلام خواهد شد            | بعداً اعلام خواهد شد | انگلیسی             |
| Fenómenas                                             | فیلم کمدی                                                            | بعداً اعلام خواهد شد            | بعداً اعلام خواهد شد | اسپانیایی           |
| First Ascent                                          | فیلم درام                                                            | بعداً اعلام خواهد شد            | بعداً اعلام خواهد شد | انگلیسی             |
| Freedom                                               | فیلم درام                                                            | بعداً اعلام خواهد شد            | بعداً اعلام خواهد شد | هندی                |
| Fuzzy Towers                                          | فیلم کمدی                                                            | بعداً اعلام خواهد شد            | بعداً اعلام خواهد شد | انگلیسی             |
| God Country                                           | فانتزی داستان اکشن                                                   | بعداً اعلام خواهد شد            | بعداً اعلام خواهد شد | انگلیسی             |
| قلب سنگی                                              | فیلم جاسوسی فیلم دلهره‌آور                                            | بعداً اعلام خواهد شد            | بعداً اعلام خواهد شد | انگلیسی             |
| Heat                                                  | فیلم ورزشی                                                           | بعداً اعلام خواهد شد            | بعداً اعلام خواهد شد | انگلیسی             |
| Hello, Universe                                       | فیلم کودکان                                                          | بعداً اعلام خواهد شد            | بعداً اعلام خواهد شد | انگلیسی             |
| Here Comes the Flood                                  | فیلم سرقت فیلم عاشقانه                                               | بعداً اعلام خواهد شد            | بعداً اعلام خواهد شد | انگلیسی             |
| Hig ساعت in the Clouds                                | پویانمایی فیلم موزیکال                                               | بعداً اعلام خواهد شد            | بعداً اعلام خواهد شد | انگلیسی             |
| Huck                                                  | علمی-تخیلی / فیلم ماجراجویی                                          | بعداً اعلام خواهد شد            | بعداً اعلام خواهد شد | انگلیسی             |
| I, Chihuahua                                          | پویانمایی فیلم کمدی                                                  | بعداً اعلام خواهد شد            | بعداً اعلام خواهد شد | انگلیسی             |
| Infiesto                                              | دلهره‌آور                                                             | بعداً اعلام خواهد شد            | بعداً اعلام خواهد شد | اسپانیایی           |
| I Used to Be Famous                                   | فیلم موزیکال                                                         | بعداً اعلام خواهد شد            | بعداً اعلام خواهد شد | انگلیسی             |
| Janet                                                 | فیلم زندگی‌نامه‌ای                                                     | بعداً اعلام خواهد شد            | بعداً اعلام خواهد شد | انگلیسی             |
| Kathal                                                | کمدی سیاه فیلم جنایی کمدی-درام                                       | بعداً اعلام خواهد شد            | بعداً اعلام خواهد شد | هندی                |
| Khufiya                                               | Spy thriller                                                         | بعداً اعلام خواهد شد            | بعداً اعلام خواهد شد | هندی                |
| Kid Alpha One                                         | فیلم اکشن                                                            | بعداً اعلام خواهد شد            | بعداً اعلام خواهد شد | Filipino            |
| Kill Bok-soon                                         | دلهره‌آور                                                             | بعداً اعلام خواهد شد            | بعداً اعلام خواهد شد | کره‌ای               |
| چاقوکشی                                               | فیلم معمایی                                                          | بعداً اعلام خواهد شد            | بعداً اعلام خواهد شد | انگلیسی             |
| Leave the World Behind                                | فیلم درام                                                            | بعداً اعلام خواهد شد            | بعداً اعلام خواهد شد | انگلیسی             |
| Lift                                                  | فیلم اکشن                                                            | بعداً اعلام خواهد شد            | بعداً اعلام خواهد شد | انگلیسی             |
| Lonely Planet                                         | فیلم عاشقانه                                                         | بعداً اعلام خواهد شد            | بعداً اعلام خواهد شد | انگلیسی             |
| Lou                                                   | فیلم دلهره‌آور                                                        | بعداً اعلام خواهد شد            | بعداً اعلام خواهد شد | انگلیسی             |
| Love & Gelato                                         | فیلم عاشقانه                                                         | بعداً اعلام خواهد شد            | بعداً اعلام خواهد شد | انگلیسی             |
| Luther                                                | فیلم جنایی                                                           | بعداً اعلام خواهد شد            | بعداً اعلام خواهد شد | انگلیسی             |
| Maestro                                               | فیلم زندگی‌نامه‌ای                                                     | بعداً اعلام خواهد شد            | بعداً اعلام خواهد شد | انگلیسی             |
| Make My Day                                           | انیمه                                                                | بعداً اعلام خواهد شد            | بعداً اعلام خواهد شد | ژاپنی               |
| اربابان جهان                                          | فانتزی-داستان ماجراجویی                                              | بعداً اعلام خواهد شد            | بعداً اعلام خواهد شد | انگلیسی             |
| مگا من                                                | علمی-تخیلی / فیلم اکشن                                               | بعداً اعلام خواهد شد            | بعداً اعلام خواهد شد | انگلیسی             |
| Most Dangerous Game                                   | کمدی رمانتیک                                                         | بعداً اعلام خواهد شد            | بعداً اعلام خواهد شد | انگلیسی             |
| Murder Mystery 2                                      | فیلم کمدی                                                            | بعداً اعلام خواهد شد            | بعداً اعلام خواهد شد | انگلیسی             |
| Nowhere                                               | دلهره‌آور                                                             | بعداً اعلام خواهد شد            | بعداً اعلام خواهد شد | اسپانیایی           |
| Nyad                                                  | فیلم زندگی‌نامه‌ای                                                     | بعداً اعلام خواهد شد            | بعداً اعلام خواهد شد | انگلیسی             |
| Onyeka and the Academy of the Sun                     | فانتزی داستان ماجراجویی                                              | بعداً اعلام خواهد شد            | بعداً اعلام خواهد شد | انگلیسی             |
| Our Man from Jersey                                   | فیلم جاسوسی                                                          | بعداً اعلام خواهد شد            | بعداً اعلام خواهد شد | انگلیسی             |
| Paradise                                              | فیلم اکشن                                                            | بعداً اعلام خواهد شد            | بعداً اعلام خواهد شد | آلمانی              |
| Pashmina                                              | پویانمایی/فیلم ماجراجویی/فیلم فانتزی/فیلم موزیکال                    | بعداً اعلام خواهد شد            | بعداً اعلام خواهد شد | انگلیسی             |
| Pipa                                                  | دلهره‌آور                                                             | بعداً اعلام خواهد شد            | بعداً اعلام خواهد شد | اسپانیایی           |
| Plan A Plan B                                         | کمدی رمانتیک                                                         | بعداً اعلام خواهد شد            | بعداً اعلام خواهد شد | هندی                |
| Players                                               | کمدی رمانتیک                                                         | بعداً اعلام خواهد شد            | بعداً اعلام خواهد شد | انگلیسی             |
| Plus/Minus                                            | کمدی رمانتیک                                                         | بعداً اعلام خواهد شد            | بعداً اعلام خواهد شد | انگلیسی             |
| Rebel Moon                                            | علمی-تخیلی داستان ماجراجویی                                          | بعداً اعلام خواهد شد            | بعداً اعلام خواهد شد | انگلیسی             |
| مرز یاغی                                              | فیلم دلهره‌آور                                                        | بعداً اعلام خواهد شد            | بعداً اعلام خواهد شد | انگلیسی             |
| Redd Zone                                             | فیلم درام                                                            | بعداً اعلام خواهد شد            | بعداً اعلام خواهد شد | انگلیسی             |
| اعلان قرمز                                            | فیلم اکشن                                                            | بعداً اعلام خواهد شد            | بعداً اعلام خواهد شد | انگلیسی             |
| اعلان قرمز                                            | فیلم اکشن                                                            | بعداً اعلام خواهد شد            | بعداً اعلام خواهد شد | انگلیسی             |
| Reptile                                               | فیلم جنایی                                                           | بعداً اعلام خواهد شد            | بعداً اعلام خواهد شد | انگلیسی             |
| Rez Ball                                              | فیلم ورزشی                                                           | بعداً اعلام خواهد شد            | بعداً اعلام خواهد شد | انگلیسی             |
| Rockaway                                              | فیلم درام                                                            | بعداً اعلام خواهد شد            | بعداً اعلام خواهد شد | انگلیسی             |
| Satellite                                             | فیلم علمی تخیلی                                                      | بعداً اعلام خواهد شد            | بعداً اعلام خواهد شد | انگلیسی             |
| Sharkey the Bounty Hunter                             | علمی-تخیلی / فیلم اکشن                                               | بعداً اعلام خواهد شد            | بعداً اعلام خواهد شد | انگلیسی             |
| Hermana Muerte                                        | داستان ترسناک                                                        | بعداً اعلام خواهد شد            | بعداً اعلام خواهد شد | اسپانیایی           |
| Smile                                                 | فیلم ترسناک                                                          | بعداً اعلام خواهد شد            | بعداً اعلام خواهد شد | انگلیسی             |
| Society of the Snow                                   | ژانر فاجعه                                                           | بعداً اعلام خواهد شد            | بعداً اعلام خواهد شد | اسپانیایی           |
| Strangers                                             | کمدی سیاه                                                            | بعداً اعلام خواهد شد            | بعداً اعلام خواهد شد | انگلیسی             |
| Take the Ice                                          | فیلم کودکان                                                          | بعداً اعلام خواهد شد            | بعداً اعلام خواهد شد | انگلیسی             |
| Teddy                                                 | فیلم کمدی                                                            | بعداً اعلام خواهد شد            | بعداً اعلام خواهد شد | انگلیسی             |
| Tenzing                                               | فیلم زندگی‌نامه‌ای                                                     | بعداً اعلام خواهد شد            | بعداً اعلام خواهد شد | انگلیسی             |
| The Archies                                           | فیلم موزیکال                                                         | بعداً اعلام خواهد شد            | بعداً اعلام خواهد شد | هندی                |
| تام کلنسی دیویژن                                      | فیلم اکشن                                                            | بعداً اعلام خواهد شد            | بعداً اعلام خواهد شد | انگلیسی             |
| The Beautiful Game                                    | فیلم درام                                                            | بعداً اعلام خواهد شد            | بعداً اعلام خواهد شد | انگلیسی             |
| The Girls I've Been                                   | فیلم دلهره‌آور                                                        | بعداً اعلام خواهد شد            | بعداً اعلام خواهد شد | انگلیسی             |
| قاتل                                                  | نئو-نوآر فیلم دلهره‌آور                                               | بعداً اعلام خواهد شد            | بعداً اعلام خواهد شد | انگلیسی             |
| The Last                                              | چندزبانگی ادبیات داستانی آخرالزمانی و پسا-آخرالزمانی دلهره‌آور        | بعداً اعلام خواهد شد            | بعداً اعلام خواهد شد | انگلیسی             |
| The Magician's Elephant                               | پویانمایی                                                            | بعداً اعلام خواهد شد            | بعداً اعلام خواهد شد | انگلیسی             |
| The Seven Husbands of Evelyn Hugo                     | فیلم درام                                                            | بعداً اعلام خواهد شد            | بعداً اعلام خواهد شد | انگلیسی             |
| Thelma the Unicorn                                    | پویانمایی فیلم موزیکال                                               | بعداً اعلام خواهد شد            | بعداً اعلام خواهد شد | انگلیسی             |
| The Perfect Find                                      | کمدی رمانتیک                                                         | بعداً اعلام خواهد شد            | بعداً اعلام خواهد شد | انگلیسی             |
| The Piano Lesson                                      | فیلم درام                                                            | بعداً اعلام خواهد شد            | بعداً اعلام خواهد شد | انگلیسی             |
| The Raid                                              | فیلم اکشن                                                            | بعداً اعلام خواهد شد            | بعداً اعلام خواهد شد | انگلیسی             |
| داستان شگفت‌انگیز هنری شوگر                            | فیلم ماجراجویی                                                       | بعداً اعلام خواهد شد            | بعداً اعلام خواهد شد | انگلیسی             |
| The Young Wife                                        | کمدی-درام                                                            | بعداً اعلام خواهد شد            | بعداً اعلام خواهد شد | انگلیسی             |
| Trees of Peace                                        | فیلم درام                                                            | بعداً اعلام خواهد شد            | بعداً اعلام خواهد شد | انگلیسی             |
| Trigger Warning                                       | فیلم اکشن                                                            | بعداً اعلام خواهد شد            | بعداً اعلام خواهد شد | انگلیسی             |
| True Spirit                                           | فیلم زندگی‌نامه‌ای                                                     | بعداً اعلام خواهد شد            | بعداً اعلام خواهد شد | انگلیسی             |
| Tunga                                                 | پویانمایی/فیلم ماجراجویی/فیلم موزیکال                                | بعداً اعلام خواهد شد            | بعداً اعلام خواهد شد | انگلیسی             |
| Uglies                                                | فیلم فانتزی                                                          | بعداً اعلام خواهد شد            | بعداً اعلام خواهد شد | انگلیسی             |
| Underworld                                            | سینمای پست‌مدرن                                                       | بعداً اعلام خواهد شد            | بعداً اعلام خواهد شد | انگلیسی             |
| Unfrosted                                             | فیلم کمدی                                                            | بعداً اعلام خواهد شد            | بعداً اعلام خواهد شد | انگلیسی             |
| Untitled adaptation of Irredeemable and Incorruptible | فیلم ابرقهرمانی                                                      | بعداً اعلام خواهد شد            | بعداً اعلام خواهد شد | انگلیسی             |
| Untitled Beverly Hills Cop sequel                     | Buddy cop                                                            | بعداً اعلام خواهد شد            | بعداً اعلام خواهد شد | انگلیسی             |
| Untitled بایوشاک film                                 | ادبیات داستانی آخرالزمانی و پسا-آخرالزمانی                           | بعداً اعلام خواهد شد            | بعداً اعلام خواهد شد | بعداً اعلام خواهد شد |
| جعبه پرنده                                            | ادبیات داستانی آخرالزمانی و پسا-آخرالزمانی فیلم ترسناک-فیلم دلهره‌آور | بعداً اعلام خواهد شد            | بعداً اعلام خواهد شد | اسپانیایی           |
| درخشان                                                | Urban fantasy                                                        | بعداً اعلام خواهد شد            | بعداً اعلام خواهد شد | انگلیسی             |
| Untitled کوین هارت film                               | بعداً اعلام خواهد شد                                                  | بعداً اعلام خواهد شد            | بعداً اعلام خواهد شد | انگلیسی             |
| Untitled کوین هارت film                               | بعداً اعلام خواهد شد                                                  | بعداً اعلام خواهد شد            | بعداً اعلام خواهد شد | انگلیسی             |
| Untitled کوین هارت film                               | بعداً اعلام خواهد شد                                                  | بعداً اعلام خواهد شد            | بعداً اعلام خواهد شد | انگلیسی             |
| Untitled Kunle Afolayan film                          | درام تاریخی                                                          | بعداً اعلام خواهد شد            | بعداً اعلام خواهد شد | بعداً اعلام خواهد شد |
| Untitled مارک دوپلاس and جی دپلاس film                | بعداً اعلام خواهد شد                                                  | بعداً اعلام خواهد شد            | بعداً اعلام خواهد شد | انگلیسی             |
| Untitled مارک دوپلاس and جی دپلاس film                | بعداً اعلام خواهد شد                                                  | بعداً اعلام خواهد شد            | بعداً اعلام خواهد شد | انگلیسی             |
| Untitled مارلون وینز film                             | فیلم ماجراجویی/فیلم کمدی                                             | بعداً اعلام خواهد شد            | بعداً اعلام خواهد شد | انگلیسی             |
| Untitled نانسی مایرز film                             | فیلم کمدی                                                            | بعداً اعلام خواهد شد            | بعداً اعلام خواهد شد | انگلیسی             |
| Untitled نوآ هاولی film                               | فیلم سرقت                                                            | بعداً اعلام خواهد شد            | بعداً اعلام خواهد شد | انگلیسی             |
| Untitled باب‌اسفنجی شلوارمکعبی spin-off film           | پویانمایی                                                            | بعداً اعلام خواهد شد            | بعداً اعلام خواهد شد | انگلیسی             |
| Untitled باب‌اسفنجی شلوارمکعبی spin-off film           | پویانمایی                                                            | بعداً اعلام خواهد شد            | بعداً اعلام خواهد شد | انگلیسی             |
| Untitled باب‌اسفنجی شلوارمکعبی spin-off film           | پویانمایی                                                            | بعداً اعلام خواهد شد            | بعداً اعلام خواهد شد | انگلیسی             |
| Untitled بچه‌های جاسوس film                            | فیلم اکشن-فیلم ماجراجویی                                             | بعداً اعلام خواهد شد            | بعداً اعلام خواهد شد | انگلیسی             |
| Untitled The Devotion of Suspect X film               | فیلم دلهره‌آور                                                        | بعداً اعلام خواهد شد            | بعداً اعلام خواهد شد | هندی                |
| Untitled Throug ساعت My Window sequel                 | فیلم عاشقانه                                                         | بعداً اعلام خواهد شد            | بعداً اعلام خواهد شد | اسپانیایی           |
| Untitled Throug ساعت My Window sequel                 | فیلم عاشقانه                                                         | بعداً اعلام خواهد شد            | بعداً اعلام خواهد شد | اسپانیایی           |
| Vizinhos                                              | فیلم درام                                                            | بعداً اعلام خواهد شد            | بعداً اعلام خواهد شد | پرتغالی             |
| Wedding Season                                        | فیلم کمدی                                                            | بعداً اعلام خواهد شد            | بعداً اعلام خواهد شد | انگلیسی             |
| Where I End                                           | فیلم علمی تخیلی / فیلم دلهره‌آور                                      | بعداً اعلام خواهد شد            | بعداً اعلام خواهد شد | انگلیسی             |
| Your Place or دقیقه e                                 | کمدی رمانتیک                                                         | بعداً اعلام خواهد شد            | بعداً اعلام خواهد شد | انگلیسی             |

### فیلم‌های مستند
| عنوان                                      | ژانر                       | نخستین نمایش        | زمان اجرا | زبان |
| ------------------------------------------ | -------------------------- | ------------------- | --------- | ---- |
| لیسا: Another Great Day                    | الگو:Dts/formhideLate ۲۰۲۲ | بعداً اعلام خواهد شد | ژاپنی     |      |
| Untitled کارلوس گون documentary            | الگو:Dts/formhideLate ۲۰۲۲ | بعداً اعلام خواهد شد | انگلیسی   |      |
| Tokyo Crime Squad: The Lucie Blackman Case | ۲۰۲۲                       | بعداً اعلام خواهد شد | ژاپنی     |      |
| Descendant                                 | بعداً اعلام خواهد شد        | بعداً اعلام خواهد شد | انگلیسی   |      |
| Kangaroos                                  | بعداً اعلام خواهد شد        | بعداً اعلام خواهد شد | انگلیسی   |      |
| Stamped from the Beginning                 | بعداً اعلام خواهد شد        | بعداً اعلام خواهد شد | انگلیسی   |      |
| Stamped: Racism, Antiracism and You        | بعداً اعلام خواهد شد        | بعداً اعلام خواهد شد | انگلیسی   |      |
| The Martha Mitchell effect                 | بعداً اعلام خواهد شد        | بعداً اعلام خواهد شد | انگلیسی   |      |
| Treasure Hunters                           | بعداً اعلام خواهد شد        | بعداً اعلام خواهد شد | انگلیسی   |      |
| Untitled آنا نیکول اسمیت documentary       | بعداً اعلام خواهد شد        | بعداً اعلام خواهد شد | انگلیسی   |      |
| Untitled بنجامین کرامپ documentary         | بعداً اعلام خواهد شد        | بعداً اعلام خواهد شد | انگلیسی   |      |
| Untitled بیل راسل documentary              | بعداً اعلام خواهد شد        | بعداً اعلام خواهد شد | انگلیسی   |      |
| Untitled نیپسی هاسل documentary            | بعداً اعلام خواهد شد        | بعداً اعلام خواهد شد | انگلیسی   |      |
| Untitled پاملا اندرسون documentary         | بعداً اعلام خواهد شد        | بعداً اعلام خواهد شد | انگلیسی   |      |

### ویژه
| عنوان                                     | ژانر                         | نخستین نمایش        | زمان اجرا           | زبان    |
| ----------------------------------------- | ---------------------------- | ------------------- | ------------------- | ------- |
| We Lost Our Human                         | پویانمایی / داستان تعاملی    | ۲۰۲۲                | بعداً اعلام خواهد شد | انگلیسی |
| Choose Love                               | کمدی رمانتیک / داستان تعاملی | بعداً اعلام خواهد شد | بعداً اعلام خواهد شد | انگلیسی |
| Untitled ویل اسمیت comedy variety special | کمدی/برنامه رنگارنگ          | بعداً اعلام خواهد شد | بعداً اعلام خواهد شد | انگلیسی |
| The Sneetches                             | پویانمایی                    | بعداً اعلام خواهد شد | 45 دقیقه            | انگلیسی |
| Thidwick the Big-Hearted Moose            | پویانمایی                    | بعداً اعلام خواهد شد | 45 دقیقه            | انگلیسی |